# Manuel II de Trebizonda
Manuel II de Trebizonda (c. 1324 – 1333) foi um monarca do Império de Trebizonda que reinou em 1332, entre 8 de janeiro e setembro, quando tinha apenas 8 anos de idade. Foi antecedido no trono por Andrônico III, e sucedido por Basílio.